# Gerhard Rossbach
Pour les articles homonymes, voir Roßbach et Rossbach.
Gerhard Roßbach (ou parfois Rossbach), né le 28 février 1893 à Kehrberg, mort le 30 août 1967, était un dirigeant d'un corps franc allemand et un militant nationaliste allemand après la fin de la Première Guerre mondiale.

## Biographie
Gerhard Roßbach est né à Kehrberg en province de Poméranie. En 1913, il devient lieutenant royal prussien dans le 175e régiment d'infanterie, avec lequel il participe à la Première Guerre mondiale. Durant les combats menés par les corps francs allemands dans la région de la Baltique, Roßbach et sa troupe font une longue marche à partir de Berlin à la Baltique, pour secourir la Division de fer menacée de destruction par les forces lettones. Après sa participation au putsch de Kapp, le corps franc Roßbach est formellement interdit, mais se recréé sous différentes appellations ; il est soutenu financièrement par le Parti des fermiers allemands et la grande industrie, ce qui lui permet de se réarmer. Au début des années 1920, Roßbach est arrêté pour tentative de renversement du gouvernement.
Membre du parti nazi, Rossbach participe au putsch de la Brasserie de 1923, auquel il essaie de rallier des étudiants, des cadets et des élèves officiers de la Reichswehr ; après l'échec de la tentative de putsch, il se réfugie en Autriche. Par la suite, il est recruté par Adolf Hitler pour développer l'organisation de la SA. En 1928, il affirme qu'il a tué un certain nombre d'ouvriers du Mecklembourg et des sympathisants spartakistes.
Rossbach participe ensuite à la fondation d'une organisation de jeunesse, la Schilljugend (de), qui a pour but de former ses membres dans un esprit nationaliste, autoritaire et militariste. Il organise notamment des festivals musicaux, mêlant musique populaire et musique classique, afin d'instaurer un sentiment de fierté nationale et des valeurs communautaires conservatrices. En 1933, il fut nommé inspecteur de formation au Reichsluftschutzbund. 
Il se brouille avec Hitler lors de l'accession de celui-ci au pouvoir. En juin 1934, il est arrêté pour une courte période dans le cadre de la nuit des Longs Couteaux. Roßbach avait des contacts étroits avec Ernst Röhm et Edmund Heines. Le 30 juin 1934, son appartement est perquisitionné et de nombreuses photographies homoérotiques sont confisquées. Selon ses propres dires, confronté à l'alternative de se tuer ou d'être officiellement déclaré mort, il décide d'accepter un nouvel emploi dans la compagnie d'assurances Iduna Germania. Il poursuit sa carrière dans le secteur des assurances jusqu'à la fin de la guerre. 
L'historien Robert G. L. Waite (en) décrit Rossbach comme un meurtrier sadique et un homosexuel notoire.
Après la Seconde Guerre mondiale, il dirige une entreprise d'import-export près de Francfort, et écrit ses mémoires en 1950. Au cours de ses dernières années, il joue un rôle important dans l'organisation du festival de Bayreuth, près de la famille Wagner. En 1949, il est l'un des cofondateurs de la Société des amis de Bayreuth.
En 1950, il se remarie et a eu une fille.